# Kinesisk astrologi
Kinesisk astrologi (som den kendes i dag) er tydning af varsler om fremtiden ud fra den kinesiske kalender, særligt dens cyklus på tolv forskellige dyr. Den kinesiske dyrekreds tager alene udgangspunkt i den kinesiske kalender og ikke som stjernetegn i vestlig astrologi nogle tegn på himlen.

## De tolv kinesiske stjernetegn dyr[1]
1. rotte	 (1936 - 1948 - 1960 - 1972 - 1984 - 1996 - 2008 - 2020)
2. okse	 (1937 - 1949 - 1961 - 1973 - 1985 - 1997 - 2009 - 2021)
3. tiger	 (1938 - 1950 - 1962 - 1974 - 1986 - 1998 - 2010 - 2022)
4. hare/kanin	 (1939 - 1951 - 1963 - 1975 - 1987 - 1999 - 2011 - 2023)
5. drage	 (1940 - 1952 - 1964 - 1976 - 1988 - 2000 - 2012 - 2024)
6. slange	 (1941 - 1953 - 1965 - 1977 - 1989 - 2001 - 2013 - 2025)
7. hest	   (1942 - 1954 - 1966 - 1978 - 1990 - 2002 - 2014 - 2026)
8. får/get	 (1943 - 1955 - 1967 - 1979 - 1991 - 2003 - 2015 - 2027)
9. abe	 (1944 - 1956 - 1968 - 1980 - 1992 - 2004 - 2016 - 2028)
10. hane	   (1945 - 1957 - 1969 - 1981 - 1993 - 2005 - 2017 - 2029)
11. hund	   (1946 - 1958 - 1970 - 1982 - 1994 - 2006 - 2018 - 2030)
12. svin    (1947 - 1959 - 1971 - 1983 - 1995 - 2007 - 2019 - 2031)

### Timer (ascendent)
For en person født i København henviser tiderne til:
| Normaltid | Sommertid |  |
| - 23:10 - 01:09: rotte - 01:10 - 03:09: okse - 03:10 - 05:09: tiger - 05:10 - 07:09: kanin - 07:10 - 09:09: drage - 09:10 - 11:09: slange - 11:10 - 13:09: hest - 13:10 - 15:09: får - 15:10 - 17:09: abe - 17:10 - 19:09: hane - 19:10 - 21:09: hund - 21:10 - 23:09: svin | - 00:10 - 02:09: rotte - 02:10 - 04:09: okse - 04:10 - 06:09: tiger - 06:10 - 08:09: kanin - 08:10 - 10:09: drage - 10:10 - 12:09: slange - 12:10 - 14:09: hest - 14:10 - 16:09: får - 16:10 - 18:09: abe - 18:10 - 20:09: hane - 20:10 - 22:09: hund - 22:10 - 00:09: svin |  |